# Neato kioloa
Neato kioloa är en spindelart som beskrevs av Norman I. Platnick 2002. Neato kioloa ingår i släktet Neato och familjen Gallieniellidae. Inga underarter finns listade i Catalogue of Life.